# Madeleine Martin
Madeleine Elizabeth Martin (ur. 15 kwietnia 1993 w Nowym Jorku) – amerykańska aktorka znana głównie z roli w serialu Californication, gdzie występowała jako Rebecca „Becca” Moody. Uczęszcza do School of American Ballet.
W wieku 10 lat po raz pierwszy wystąpiła na Broadwayu, gdzie zagrała główną rolę w sztuce A Day in the Death of Joe Egg. Występowała także gościnnie w serialu Prawo i bezprawie, gdzie grała April.